# سليم سيسيه
سليم سيسيه (بالفرنسية: Salim Cissé)‏ هو لاعب كرة قدم غيني، ولد في 24 ديسمبر 1992 في كوناكري في غينيا. شارك مع منتخب غينيا لكرة القدم. أما مع النوادي، فقد لعب مع سبورتينغ لشبونة ب وسبورتينغ لشبونة ونادي أروكا ونادي أكاديميكا كويمبرا ونادي فيتوريا سيتوبال.

## وصلات خارجية
- سليم سيسيه على موقع الاتحاد الدولي (مؤرشف)  (الإنجليزية)
- سليم سيسيه على موقع الاتحاد الأوربي (الإنجليزية)
- سليم سيسيه على موقع قاعدة بيانات كرة القدم.إي يو (الإنجليزية)
- سليم سيسيه على موقع ناشيونال فوتبول تيمز (الإنجليزية)
- سليم سيسيه على موقع Soccerbase.com (لاعب) (الإنجليزية)
- سليم سيسيه على موقع Soccerway.com (الإنجليزية)
- سليم سيسيه على موقع AS.com (الإسبانية)